# Der Fels (Rachmaninow)
Der Fels op. 7 (russisch Утёс) ist eine Fantasie für das Orchester und eine sinfonische Dichtung von Sergei Rachmaninow. Die Komposition entstand im Sommer 1893, ihre Uraufführung fand am 2. April 1894 in Moskau in einem Konzert der Russischen Musikgesellschaft statt.
Das Stück ist dem Komponisten Nikolai Rimski-Korsakow gewidmet. 

## Hintergrund
Unter Musikhistorikern herrscht der Konsens, dass als eigentliche Inspirationsquelle viel eher die von Anton Tschechow stammende Kurzgeschichte Unterwegs (russisch На пути, Na puti) diente, als das Gedicht Der Felsen von Michail Lermontow.
Das Stück wurde als Fantasie veröffentlicht, der Name Der Fels kam später dazu. 
Allerdings finden sich auch Argumente, warum der Stoff der sinfonischen Dichtung aus Der Felsen entnommen ist. Thematisiert wird dort die Begegnung zwischen einem Fels und einer Wolke, die aber langfristig gesehen keine Beziehung zueinander eingehen können. 
Rachmaninow hat die ersten Zeilen von Lermontows Gedicht als Epigraph genutzt:

Eine goldene Wolke schlief die Nacht

auf der Brust eines riesigen Felsen